# VTBアイスパレス
CSKAアリーナ（露: ЦСКА Арена）,（英: CSKA Arena）は、ロシア・モスクワのジル工場跡地に建設され、2015年4月26日に完成した多目的アリーナ。最寄り駅はモスクワ中央環状線ZIL駅及びモスクワ地下鉄ザモスクヴォレーツカヤ線のアフトザボツカヤ駅である。

## 概要
アイスホッケークラブ、ディナモ・モスクワは2013年、新アリーナの建設を計画。当時の仮称はレジェンズ・アリーナであった。
2015年4月に完成し、アイスホッケーのほかに、バスケットボールのCSKAモスクワの試合でも一部使用されている。最大14000人収容（コンサート開催時）で、2016年にはIIHFアイスホッケー世界選手権の決勝会場として使用された。
2018年8月、施設名がCSKAアリーナに改称され、シーズン2018/19からアイスホッケークラブHC　CSKAモスクワのホームゲームが開催されている。ディナモ・モスクワは建設中のBTVアレーナが完成するまで一時的にモスクワ市内のメガスポルトに移転し、2019年1月からBTVアレーナを本拠地としている。一方、HCスパルタク・モスクワもCSKAアリーナを本拠地としており、現在CSKAとスパルタクの2クラブが会場をシェアする状態となっている。